# Грейт-Барриер

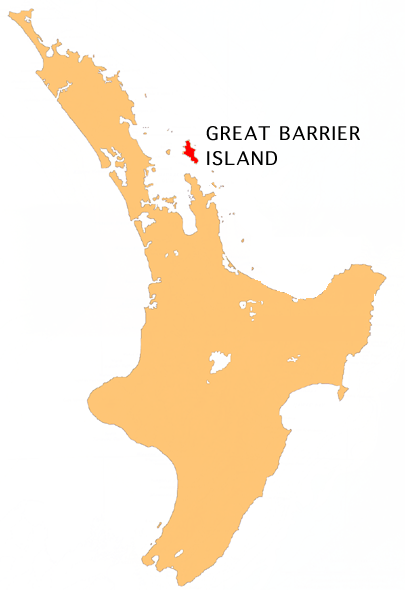
Положение острова на карте

Грейт-Барриер (англ. Great Barrier Island) — крупный остров в Новой Зеландии, расположенный в 100 км к северо-востоку от центра Окленда, в заливе Хаураки (Тихий океан).

## Этимология
Своё современное название остров получил благодаря британскому путешественнику Джеймсу Куку, который назвал его так из-за того, что остров служил барьером между Тихим океаном и заливом Хаураки. Коренное, маорийское название Грейт-Барриера — Моту-Аотеа (маори Motu Aotea), что переводится с языка маори как «остров белых облаков».

## География
Обладая площадью в 285 км², остров Грейт-Барриер считается четвёртым по величине островом Новой Зеландии (если не брать в расчёт острова Северный и Южный) после островов Стьюарт, Чатем и Окленд. Высшая точка, гора Хобсон или Хиракимата, достигает 621 м.
Современное название острова, которое переводится с английского языка как «большой барьер», отражает географическое положение Грейт-Барриера на окраине залива Хаураки. Длиной (с севера на юг) в 43 км, он (как и полуостров Коромандел на юге) защищает залив от штормов в Тихом океане, расположенном к востоку от острова. Результатом такого расположения стало большое разнообразие прибрежного пейзажа. На восточном берегу Грейт-Барриера расположены длинные, чистые пляжи, незащищённые от ветра песчаные дюны. Здесь же отмечается сильный прибой. На западном побережье есть множество небольших изолированных бухт. В центральной части Грейт-Барриера расположены заболоченные местности, скалистые холмогорья и леса каури.
С точки зрения геологии остров имеет схожую с полуостровом Коромандел структуру. Старейшими горными породами являются граувакка и аргиллит, которые можно обнаружить в крайней северной части Грейт-Барриера. Поверх их лежит, по крайней мере, два слоя вулканических пород, наиболее распространёнными из которых являются андезиты. Кислые породы, такие как риолиты и риолитовый туф, можно найти недалеко от горы Хобсона.

## История
Европейским первооткрывателем острова стал британский путешественник Джеймс Кук, который открыл его в 1769 году. Однако задолго до появления на Грейт-Барриере первых европейских поселенцев остров был населён представителями коренного народа Новой Зеландии, маори. На острове до сих пор сохранились различные исторические объекты: па (земляные укрепления), подземные запасные амбары, площадки, где производилась обработка камня. Первые европейцы стали селиться на острове уже в первой половине XIX века, причём этот процесс осуществлялся далеко не мирным путём. В 1838 году в поселении Трайфена произошла страшная резня между местными племенами маори и чужеземцами, прибывшими с полуострова Коромандел.
Ранний европейский интерес к Грейт-Барриеру был в большей степени вызван открытием месторождений меди на крайнем севере острова, где в 1842 году, у мыса Майнер, были основаны первые новозеландские шахты. В 1890-х годах в районах Окупу/Фангапарапара были открыты месторождения золота и серебра.
Кроме горнодобывающей промышленности на острове также процветала вплоть до середины XX века лесозаготовительная промышленность. Вырубке подвергались в первую очередь леса ценного дерева каури, расположенные в центральных районах Грейт-Барриера. В настоящее время большая часть острова покрыта восстановленными насаждениями, среди которых преобладают канука и каури.

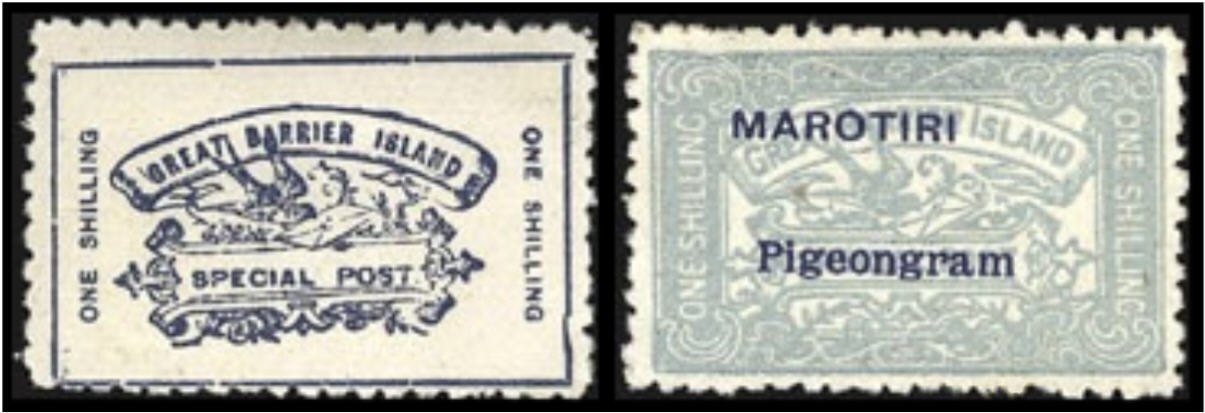
Первые марки новозеландской голубиной почты, предназначенные для связи с островом Грейт-Барриер (слева) и островами Маротири (справа) (1898)

Особое место в истории остова и голубиной почты занимает почтовая служба англ. Great Barrier Island Pigeon-Gram Service («Служба голубеграмм острова Грейт-Барриер»), существовавшая на Новой Зеландии в конце XIX — начале XX веков. Она связывала крупнейший город страны, Окленд, с Грейт-Барриером, островами Маротири и городом Порт-Чарлзом на полуострове Коромандел.

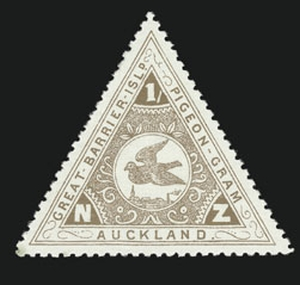
С 1899 года новозеландская служба голубеграмм выпускала треугольные марки для связи с островом Грейт-Барриер

Первое послание было доставлено 29 января 1896 года голубем по кличке Arie'. Каждый голубь переносил до пяти посланий. Рекорд доставки был установлен голубем по кличке Velocity («скорость»), который преодолел расстояние между островом Грейт-Барриер и Оклендом за 50 минут со средней скоростью 125 км/ч, что лишь на 40 % медленнее современного самолёта.
С 1898 по 1908 год выпускались почтовые марки голубеграммы, которые можно рассматривать в качестве первых в мире знаков воздушной почты. Первая специальная почтовая марка для голубиной почты по линии Окленд — Грейт-Барриер была выпущена тиражом 1800 экземпляров. В 1899 году для связи в этом же направлении появились треугольные марки двух номиналов: синяя — 6 пенсов и красная — 1 шиллинг, а для сообщения с архипелагом Маротири компанией одноимённого синдиката была выпущена собственная почтовая марка.
После прокладки кабеля связи в 1908 году голубиная почта была закрыта.
На Грейт-Барриере, кроме того, располагалась последняя в Новой Зеландии китобойная станция, которая начала действовать только в 1956 году. Проработала она, однако, только до 1962 года.

## Население
Согласно переписи 2013 года, численность населения Грейт-Барриера составляла 939 человек, большая часть из которых проживала в прибрежном городе Трайфена, расположенном в южной части острова. Другие населённые пункты — Окупу, Фангапарапара, Порт-Фицрой, Кларис и Каитоке.

## Экономика
Изначально Грейт-Барриер имел важное хозяйственное значение: на нём добывались минералы, а также производилась вырубка дерева каури, хотя сельское хозяйство на острове было ограниченным. В настоящее время проживающие на Грейт-Барриере население, заняты преимущественно в сельском хозяйстве и туризме. Значительная часть острова с разнообразными природными ландшафтами (около 60 % общей площади) находится под управлением Департамента охраны окружающей среды Новой Зеландии в качестве природной охраняемой территории, при этом местным органом управления является Городской совет Окленда.